# ناغبي دارلينغتون
ناغبي دارلينغتون (بالإنجليزية: Darlington Nagbe)‏ (19 يوليو 1990 مونروفيا ليبيريا - ) هو لاعب كرة قدم ليبيري، يلعب كلاعب وسط.

## وصلات خارجية
ناغبي دارلينغتون على موقع الدوري الأمريكي (الإنجليزية)
- ناغبي دارلينغتون على موقع قاعدة بيانات كرة القدم.إي يو (الإنجليزية)
- ناغبي دارلينغتون على موقع ناشيونال فوتبول تيمز (الإنجليزية)
- ناغبي دارلينغتون على موقع Soccerbase.com (لاعب) (الإنجليزية)
- ناغبي دارلينغتون على موقع Soccerway.com (الإنجليزية)
- ناغبي دارلينغتون على موقع عالم كرة القدم.نت (الإنجليزية)
- ناغبي دارلينغتون على موقع AS.com (الإسبانية)